# Sebastian Heselhaus
F. Sebastian M. Heselhaus (* 1960 in Münster) ist ein deutscher Rechtswissenschaftler.

## Leben
Er studierte von 1981 bis 1987 Rechtswissenschaft an der Universität Gießen mit Schwerpunkt im Europa- und Völkerrecht. Nach einem Parallelstudium der Politikwissenschaften und Philosophie (1982–1988) absolvierte er die Referendarausbildung am Oberlandesgericht Frankfurt am Main. Er promovierte 1999. Seit 2006 ist er Inhaber des Lehrstuhls für Europarecht, Völkerrecht, Öffentliches Recht und Rechtsvergleichung an der Universität Luzern.

## Schriften (Auswahl)
- Abgabenhoheit der Europäischen Gemeinschaft in der Umweltpolitik. Eine Untersuchung unter besonderer Berücksichtigung der Möglichkeiten und Grenzen einer Ertragshoheit der Europäischen Gemeinschaft. Berlin 2001, ISBN 3-428-10426-9.
- mit Hans-Joachim Koch und Rüdiger Rubel: Allgemeines Verwaltungsrecht. München 2003, ISBN 3-472-03955-8.
- mit Julia Hänni und Markus Schreiber: Rechtsfragen der Energiewirtschaft. Tagungsband zur 1. Energierechtstagung an der Universität Luzern vom 23. November 2017. Zürich 2019, ISBN 3-03891-102-X.
- mit Carsten Nowak: Handbuch der europäischen Grundrechte. München 2020, ISBN 3-406-64910-6.